# Tomás Boy
Tomás Juan Boy Espinoza (Città del Messico, 28 giugno 1952 – Acapulco, 8 marzo 2022) è stato un calciatore e allenatore di calcio messicano, di ruolo centrocampista.

## Caratteristiche tecniche
Elegante trequartista, Boy è considerato uno dei più grandi calciatori messicani di tutti i tempi. Dal 2019, c'è un dibattito nei media sportivi messicani su chi sia il miglior giocatore di Tigres UANL di sempre, se Boy o André-Pierre Gignac, con i fan della vecchia guardia che rivendicano il messicano, mentre le ultime generazioni che preferiscono il francese.

## Carriera
Boy ha giocato la maggior parte della sua carriera come centrocampista offensivo creativo del Tigres UANL. È stato un giocatore chiave per i campionati del 1978 e del 1982. Dopo il campionato del 1978, gli fu offerto di emigrare in Serie A, ma rifiutò per problemi familiari. È stato nominato capitano della nazionale messicana nel campionato mondiale di calcio 1986 sopra la stella del Real Madrid: Hugo Sánchez.

## Palmarès

### Giocatore

#### Competizioni nazionali
- Copa México: 1

Tigres UANL: 1975-1976
- Campionato messicano: 2

Tigres UANL: 1977-1978, 1981-1982

### Allenatore

#### Competizioni nazionali
- Campionato messicano: 1

Morelia: Invierno 2000

#### Competizioni internazionali
- SuperLiga nordamericana: 1

Morelia: 2010